# 塞貝格峰

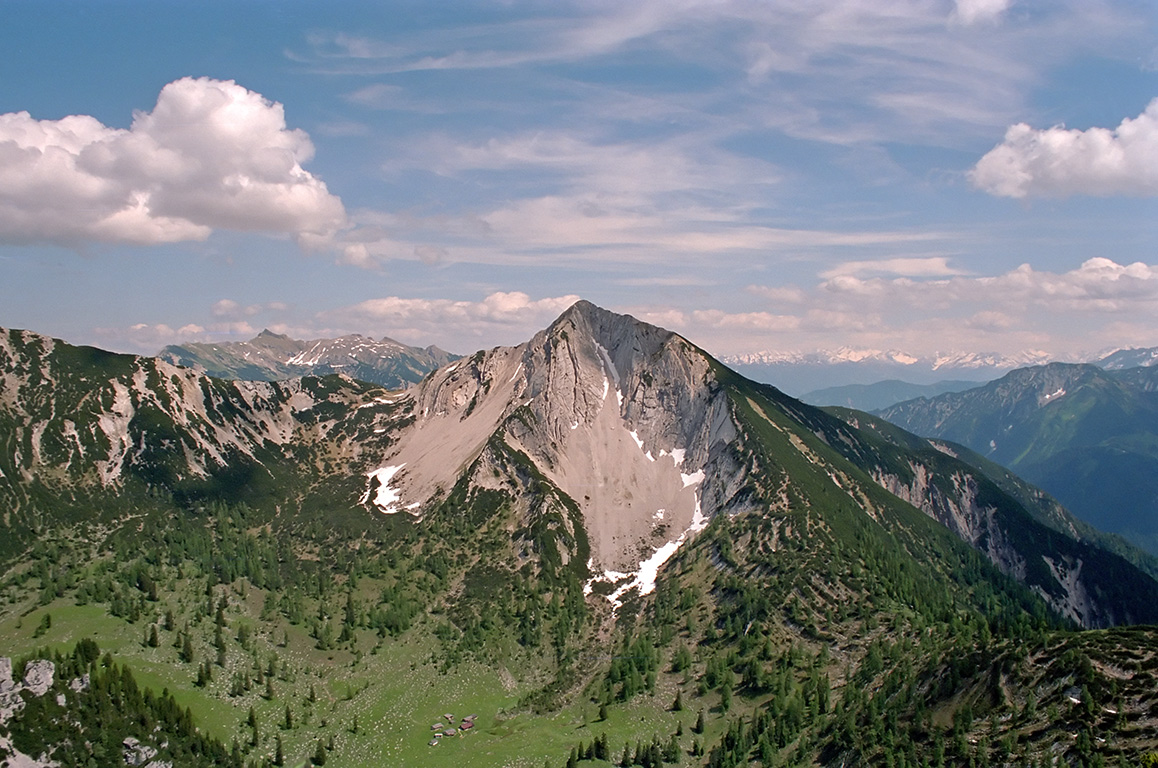

47°27′59″N 11°40′47″E / 47.46639°N 11.67972°E
塞貝格峰（德語：Seebergspitze），是奧地利的山峰，位於該國西部，由蒂羅爾州負責管轄，屬於福爾卡文德爾山的一部分，距離蒙德沙因峰5公里，海拔高度2,085米，每年平均降雨量1,806毫米。